# Regitze Siggaard
Regitze Siggaard, née le 22 septembre 1967, est une rameuse d'aviron danoise.

## Carrière
Elle remporte la médaille d'or du deux de couple poids légers avec Ulla Jensen aux Championnats du monde d'aviron 1990 au lac Barrington.